# Вариани
Вариани (на грузински: ვარიანი) е село в област Вътрешна Картли, Централна Грузия. Населението му е 1469 души (2014).
Разположено е на 764 метра надморска височина в южното подножие на Голям Кавказ, на 13 километра северозападно от Гори и на 18 километра южно от Цхинвали.

## Известни личности
Родени във Вариани
- Якоб Гогебашвили (1840 – 1912), педагог